# 1921 год в истории железнодорожного транспорта
1921 год в истории железнодорожного транспорта

## События
- В России В. Н. Образцов предложил единый проект размещения основных сортировочных станций всей сети железных дорог.[1]
- Введены в эксплуатацию участки дорог Мга — Будогошь, Савелово — Кашин, Дарница — Святошино[2].
- Сеть железных дорог была полностью освобождена после гражданской войны[3].
- 9 декабря — День ведомственной (военизированной) охраны железнодорожного транспорта (ведомственный праздник). По инициативе Дзержинского 9 декабря принят Декрет ВЦИК и СТО РСФСР «Об охране складов, пакгаузов и кладовых, а равно сооружений на железнодорожных и водных путях сообщения»[4], в соответствии с которым в структуре НКПС РСФСР была создана вооружённая Охрана Путей Сообщения.